# 佐々木亜希子
佐々木 亜希子（ささき あきこ、1972年2月23日 - ）は、山形県酒田市出身の活動弁士。NHKの元契約キャスター。視覚障碍者向けの活動に熱心で、その10年来の活動を買われて、活動弁士としてアニメ映画『君の名は。』に視覚障碍者向けガイド（目に見えない人向けに写った映像を、音声で案内する目の代わりの仕事）を行ったことで知名度を上げた。

## 経歴
山形県立酒田東高等学校を経て埼玉大学教養学部を卒業後、NHK山形放送局に契約キャスターとして採用され、夕方のニュース番組などを担当。
3年の契約満了後フリーとなるが、亡き松田春翠の弟子であった女性活動弁士・澤登翠の門下生となる。2000年12月、東京キネマ倶楽部で活動弁士としてデビュー。2010年にはNPO法人「Bmap」を立ち上げ、バリアフリー映画の普及活動を積極的に行っている。

## 主な活動記録
- チャーリー・チャップリン作品：『キッド』『黄金狂時代』『チャップリンの消防夫』『チャップリンの勇敢』
- 阪東妻三郎出演作品：『小雀峠』『開花異相』『血煙高田馬場』
- 小津安二郎監督作品：『生れてはみたけれど』『大学は出たけれど』
- 斎藤寅次郎監督作品：『子宝騒動』『明け行く空』
- 水島あやめ生誕100周年記念講演『明けゆく空』
- 『瞼の母』
- 『鞍馬天狗』（嵐寛寿郎）
- 『のらくろ』
- バスター・キートン監督作品：『海底王キートン』『荒武者キートン』『キートンの探偵学入門』
- 『豪勇ロイド』
- 『サンライズ』
- 『君の名は。 』 : 音声ガイド
- 『スペシャルアクターズ 』 : 音声ガイド

## メディア出演
NHKキャスター時代のものを含む。
- グラン・ジュテ 私が跳んだ日（2012年11月3日）

## 著書
- 『カツベンっておもしろい! 現代に生きるエンターテインメント「活弁」』論創社、2019年。ISBN 4846018938